# Orljanka (Konyschowka)
Orljanka (russisch Орлянка) ist eine Siedlung (ländlichen Typs) in der Oblast Kursk in Russland. Sie gehört zum Rajon Konyschowka und zur Landgemeinde (selskoje posselenije) Wablinski selsowjet.

## Geographie
Der Ort liegt gut 56 km Luftlinie nordwestlich des Oblastverwaltungszentrums Kursk im südwestlichen Teil der Mittelrussischen Platte, 18 km nordwestlich des Rajonverwaltungszentrums Konyschowka, 1,5 km vom Sitz des Dorfsowjet – Wablja, 75 km von der Grenze zwischen Russland und der Ukraine, am Fluss Wablja (Nebenfluss des Prutischtsche im Becken des Seim).

### Klima
Das Klima im Ort ist wie im Rest des Rajons kalt und gemäßigt. Es gibt während des Jahres eine erhebliche Niederschlagsmenge. Dfb lautet die Klassifikation des Klimas nach Köppen und Geiger.

## Bevölkerungsentwicklung
| Jahr | Einwohner |
| ---- | --------- |
| 2002 | 28        |
| 2010 | 12        |

Anmerkung: Volkszählungsdaten

## Verkehr
Orljanka liegt 27,5 km von der Fernstraße föderaler Bedeutung M2 „Krim“ (Moskau – A142/Trosna – Grenze zur Ukraine), 13 km von der Straße regionaler Bedeutung 38K-038 (Fatesch – Dmitrijew), 3,5 km von der Straße 38K-005 (Konyschowka – Schigajewo – 38K-038), 0,5 km von der Straße interkommunaler Bedeutung 38N-142 (38K-005 – Ryschkowo – Lukjantschikowo) und 14 km vom nächsten Bahnhof Sokowninka (Eisenbahnstrecke Nawlja – Lgow-Kijewskij) entfernt.
Der Ort liegt 165 km vom internationalen Flughafen von Belgorod entfernt.